# Cristián Pérez
Cristián Alejandro Pérez Oyarzo (Valdivia, 27 de octubre de 1975), conocido popularmente como Cristián «Chico» Pérez, es un disc jockey, locutor radial y conductor de televisión chileno.

## Biografía
Pérez comenzó su carrera como DJ a los trece años en las fiestas de sus amigos en 1988. Dos años más tarde fue admitido en la radio San Sebastián de Valdivia, donde estuvo a cargo del programa Bajo Cuerdas.
En 1993 ingresó a la discoteca Scanners, también en Valdivia, a trabajar como disc jockey. Posteriormente, en 1997, fue invitado a participar como locutor y DJ de la nueva radioemisora Radioactiva en Santiago. Durante los cuatro años que estuvo en esa estación, condujo los espacios More beats y Onda Radioactiva, al tiempo que hacía las »Fiestas Radioactiva» en diferentes lugares de Chile y producía remixes para diversos sellos discográficos, entre los que destacan «Yo No Fui» para Pedro Fernández, «Tanta Pasión» de La Sociedad y «Carramix» que Pérez mezcló en 1998.
En 2000, el Consorcio Radial de Chile lo llevó a fundar la emisora Los 40 Principales, donde animó el programa «Salvados por la campana» junto a Álvaro García. En este periodo, ambos recibieron una oferta para participar en el programa de televisión Buenos días a todos, lugar donde conoció a la periodista Jenniffer Warner.[cita requerida]
Pérez y Warner condujeron posteriormente el programa de farándula SQP, emitido por Chilevisión. En 2002, Cristián Pérez se retiró del Consorcio Radial de Chile para dedicarse completamente a SQP, hasta que en 2004 ingresó a Radio Pudahuel para animar la versión radial de SQP, acompañado de Carola Julio e Ignacio Gutiérrez.
En septiembre de 2009 dejó SQP para conducir otro programa de farándula, En portada, de UCV Televisión, del cual se retiró en abril de 2011. En noviembre de 2011 asumió la animación del programa de espectáculos Alfombra roja, de Canal 13, junto a la periodista Lucía López. Alfombra Roja terminó mediados del 2014, sin embargo Pérez siguió contratado por Canal 13 hasta fines de 2015.[cita requerida]
En 2011 también fue el regreso de Pérez a Radioactiva. El 30 de enero de 2012, estrenó su programa «Red Hot Chico Pérez» en Radio Universo. El 28 de junio de ese mismo año, Canal 13 estrenó la tercera temporada del programa Mi nombre es..., donde Pérez participó como imitador del cantante canadiense Michael Bublé, quedando seleccionado para la final.
En marzo de 2013 se integró a la nueva radio Top FM, donde condujo el espacio Top Music durante un año hasta el cierre de transmisiones de la radia. Paralelamente en esta época, lanzó «Maxivinil», un canal de YouTube dedicado a la difusión del disco de vinilo.
En 2014, paralelamente a su carrera comunicacional, lanzó un par de singles bajo el nombre de PREZ, proyecto electrónico unipersonal con el que lanzó 2 singles, "That Voice" y "Bizarre Love Triangle".
En Canal 13 estuvo con contrato vigente hasta diciembre de 2015, aunque el canal no lo usó por más de un año luego del final de Alfombra roja. Luego de eso recibe la oferta de La Red para conducir Así Somos, programa del que estuvo a cargo desde febrero de 2016. En febrero de 2018, salió tras no renovar contrato.
El año 2021 es invitado a participar como cantante en el estelar de Chilevisión "Quién Es La Máscara" y comienza la conducción de "Amigos de noche" en ADN Radio hasta febrero de 2023.
En televisión en 2023 y 2024 produce y conduce 2 programas de televisión en Canal 13 en sus señales REC y 13C. "El Cuarto De Música" y "Red Hot Chico Pérez".
"El Cuarto De Música" que estrena 3ª temporada en 2025 rescata a través de entrevistas intimas el legado de grandes músicos y cantantes chilenos, todo grabado en el estudio personal de Cristián Chico Pérez. "Red Hot Chico Pérez" estrenado en 2024 por 13C invita a famosos del mundo del espectáculo chileno a conversar mientras van probando los 8 ajíes mas picantes del mundo.

## Filmografía

### Programas de televisión
| Año       | Programa              | Rol          | Cadena      |
| --------- | --------------------- | ------------ | ----------- |
| 2000-2001 | Buenos días a todos   | Panelista    | TVN         |
| 2001-2009 | SQP                   | Animador     | Chilevisión |
| 2009-2011 | En portada            | Animador     | UCV TV      |
| 2011-2014 | Alfombra roja         | Animador     | Canal 13    |
| 2012      | Mi nombre es... VIP   | Participante | Canal 13    |
| 2016-2018 | Así somos             | Animador     | La Red      |
| 2018      | La mañana             | Panelista    | Chilevisión |
| 2021      | ¿Quién es la máscara? | Participante | Chilevisión |

2022  quien quiere ser millonario 

### Radio
- Radio San Sebastián Valdivia: 1992 - 1997
- Radioactiva: 1997-2000, 2011
- 40 Principales Chile: 2000-2001
- Radio Pudahuel: 2004
- Radio Universo: 2012
- Top FM: 2013
- Radio Universo: 2017
- La Retro Radio: 2018-presente
- ADN Radio: 2021-2022
- 13C Radio: 2023